# Ступосяни
Ступосяни (пол. Stuposiany) — село в Польщі, у гміні Літовищі Бещадського повіту Підкарпатського воєводства,  давнє українське село в Закерзонні.
Населення — 337 осіб (2011).

## Розташування
Лежить біля впадіння Волосатого в Сян при воєводській дорозі № 896. Село є осередком солтиства Ступосяни, яке включає в себе села Біньова або Беньова (пол. Beniowa), Буковець (пол. Bukowiec), Дидьова (пол. Dydiowa), Лікоть (Польща) (Łokieć), Мучне (пол. Muczne), Протісне (Procisne nad rzeką San), Приселини (Pszczeliny), Сянки (Sianki), Соколики (Sokoliki), Ступосяни (Stuposiany), Тарнава Нижня (Tarnawa Niżna), Тарнава Вижня (Tarnawa Wyżna).
Один із найстаріших центрів нафтовидобування у світі.

## Назва
Топонім (означає спуск по річці Сян).
У ході кампанії ліквідації українських назв село в 1977—1981 рр. називалось Лукасевичі (пол. Łukasiewicze).

## Історія
Ступосяни будувались кілька етапів: Ступосяни Долішні, Горішні та Бережки.
Перша згадка про Ступосяни сягає 1489 року і тлумачить їх як одну з власностей Кмітів. Петро Кміта Собєньскі в 1553 році Ступосяни успадковує, а після його смерті — бездітна вдова Барбара Кміта з Гербуртів. Після її смерті в 1580 році успадковує її брат Станіслав Гербурт.
Маєток після кількох років став власністю Андрія Хотецького. Однак атака татар у червні 1624 року і розбійницькі напади відлякували власників. У 1632 році толгаї з-за Карпат, спираючись на 97 селян зі Ступосян і 17 з Бережків пограбували місцевий двір Андрія Хотецького. Нападники забрали все рухоме майно. Піддані з земства витурили бескидників з-за Карпат і відвоювали панський будинок і фільварок. Рід Віслоцьких гербу Сас, який прийняв маєтки, після розбійницького нападу 1632 року володів цими землями до дев'ятнадцятого століття. Але вже в 1640 році пограбовано у Волосатому місцеву власницю Віслоцьку при поверненні з Закарпатської Русі.
«За традицією, [маєтки Віслоцьких — ред.] зостали ще за панування першого Ягайла надані одному з предків тієї родини з умовою, щоб там побудував замок і утримував залогу для захисту цих країв від угорських нападів. Такі замки — великі та малі, — потім продовжили безперервним ланцюгом уздовж Карпат, а їх власники не тільки утримували там залогу, що складалася з кільканаста чи кількадесят солдатів, але й готували сільських жителів до мистецтва війни […]. Межі володінь Віслоцького доходили до вершин Бескидів, які тут і там, як оксамитові килими […]» — Зигмунд Качковський, Ваші батьки.
Напад Дйордя Ракоці у 1657 році і потім шведські вторгнення в 1709 і в 1711 роках сильно знищили село. До 1772 р. село знаходилося в Сяноцькій землі Руського воєводства.
У 1772-1918 рр. село було у складі Австро-Угорської монархії, у провінції Королівство Галичини та Володимирії. У вісімнадцятому столітті довкола Ступосян створили три окремі фільварки і особняки за межами володінь наступних поколінь Віслоцьких. Віслоцькі були проти поділу Польщі, тому брали участь у повстаннях. Наприкінці 1774 після падіння Барської конфедерації за право на спадщину виступили спадкоємці Віслоцьких по жіночій лінії і почалися процеси судові, в яких виступали: Пшестшелькі, Лазовські, Ліщинські та інші. Ці процеси тривали майже сторіччя і в кінцевому підсумку закінчилися викупом усіх маєтків сім'єю Зєнтарських у 1875 році. Однак польський дух у роді Віслоцьких не ослаб, деякі допомагали фінансово повстанцям, наприклад Феодосій Віслоцький, а інші пішли разом з групою зі Ступосян взяти участь у повстанні 1846 року, як Людвік Віслоцький, чи як Йозеф Віслоцький — сержант 7 полку уланів у січневому повстанні 1863 року,— нагороджений Срібним орденом Військової Чесноти (19 серпня 1831 р.).
На початку дев'ятнадцятого століття була гута скла на межі Бережків з Царинським, а в 1860-х роках з'явилася тут копальня нафти-сирцю. У 1889 році село належало до Ліського повіту, в селі нараховувалося 81 будинок (6 у фільварку) і 644 жителі, з них 524 греко-католики, 8 римо-католиків, 4 протестанти і 108 юдеїв.

Панорама Ступосян у першій половині ХХ ст.

Завдяки будівництву вузькоколійної залізниці від Соколик на Ступосяни, а потім до Горішніх Устриків, село стало «місцевим економічним центром». У 1912 році знову почала розвідку нафти компанія «Абура» зі Львова. Руйнування, які були спричинені під час Першої світової війни, перервали розвиток села.
У 1919-1939 рр. — у складі Польщі. Село належало до Ліського повіту Львівського воєводства, у 1934-1939 рр. було адміністративним центром об’єднаної сільської ґміни Ступосяни. У 1921 році місцеві ліси придбала польська деревообробна компанія «Ступосяни». Економічна криза прийшла наприкінці 20-х років і розбіжності між акціонерами призвели до ліквідації вузькоколійної залізниці коло 1932 року. У 1938 році в сусідніх Приселинах був побудований паровий тартак, влаштована тверда дорога, і Ступосяни стали резиденцією гміни. На 01.01.1939 в селі було 1380 жителів, з них 1250 українців-грекокатоликів, 10 українців-римокатоликів, 50 поляків (частково німецького походження) і 70 євреїв.
Друга світова війна принесла нове горе і руйнування. З жовтня 1939 року по серпень 1944 село було місцем розміщення управи гміни в сяноцькому повіті Генеральної губернії. У 1944 році в регіоні Ступосяни діяли формування АК і УПА. У 1944 році УПА було вбито лісника Загорського.
Під час переходу фронту знищено більшу частину будівель. Нарешті, в 1946 році майже всіх жителів переселено до СРСР і будівлі в селі спалені.
До 1951 року село було місцем розміщення управи гміни Ступосяни. У 1975-1998 роках село належало до Кросненського воєводства.

## Церква
У селі була дерев’яна церква Покрови Пресвятої Богородиці побудована у 1787 році у стилі бойківської народної архітеткури. Спочатку належала до деканату Жукотин, а згодом була дочірньою церквою парафії Устрики Горішні Затварницького деканату. Знищена після ІІ Світової війни. У 1918 долучено до парафії Смільника Лютовиського деканату Перемишльської єпархії УГКЦ. 
В 1923 р. збудована нова дерев’яна церква Покрови Пр. Богородиці також була дочірньою церквою парафії Смільник. Спалена у 1946 році.

## Сучасність

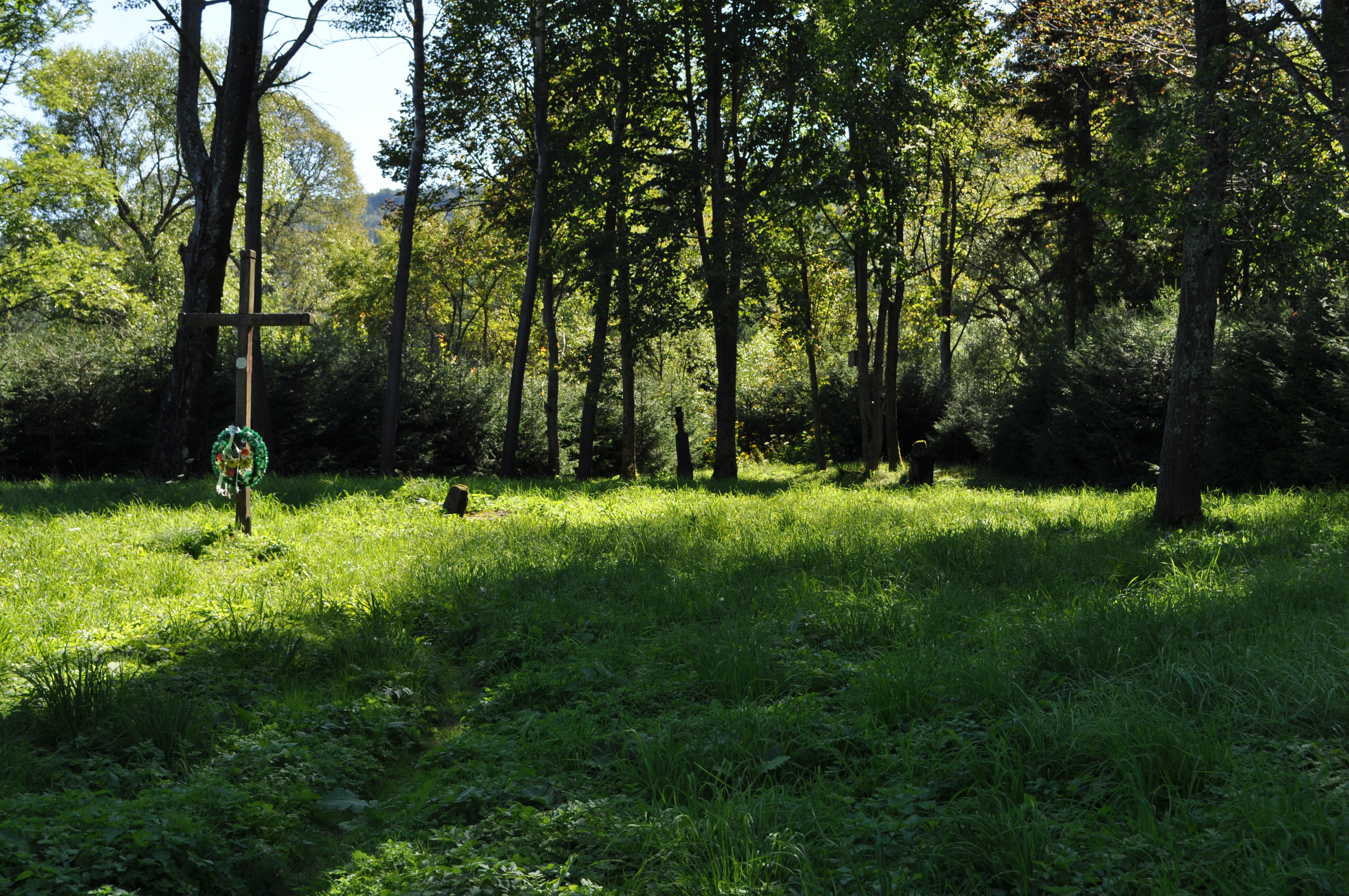
Цвинтар у Ступосянах, 2011 р.

У 50-х роках в районі села було засновано кілька лісових садиб. Зі слідів минулого відносно добре збереглася траса колишньої вузькоколійної залізниці. Після Другої світової війни село було майже повністю знищене. Єдиний із залишків старих Ступосян у даний час знаходиться на шляху до Мучного — старий греко-католицький цвинтар, де з більше шістдесяти надгробків збереглися лише деякі, у тому числі могила останнього власника садиби Марселя Віслоцького.
Жителі довоєнних Ступосян були виселені або переселені. Післявоєнні Ступосяни є зовсім іншим поселенням, яке було засноване серед лісу і не має майже нічого, що відноситься до історії свого попередника.

## Демографія
- 1921 — у Ступосянах проживало 796 осіб (у 137 житлових будинках):
  - 661 грекокатолик
  - 71 юдей
  - 56 римокатоликів
  - 2 євангелісти
- 1991 — 96 осіб
- 2004 — 120 осіб[джерело?]

Демографічна структура станом на 31 березня 2011 року:
|          | Загалом | Допрацездатний вік | Працездатний вік | Постпрацездатний вік |
| -------- | ------- | ------------------ | ---------------- | -------------------- |
| Чоловіки | 182     | 41                 | 126              | 15                   |
| Жінки    | 155     | 22                 | 112              | 21                   |
| Разом    | 337     | 63                 | 238              | 36                   |